# Ważecka Turnia
Ważecka Turnia (słow. Ostrá veža, niem. Ostraturm, węg. Osztratorony, 2129 lub 2140 m n.p.m.) – dwuwierzchołkowy szczyt w długiej grani odchodzącej na południe od wierzchołka Ostrej (Ostrá, 2351 m) w Tatrach Wysokich. Grań ta oddziela od siebie doliny: Furkotną (Furkotská dolina) na wschodzie od Suchej Ważeckiej (dolina Suchej vody) na zachodzie. Od wznoszącego się w tej grani na północy masywu Liptowskich Turni z najbliższą Skrajną Liptowską Turnią Ważecka Turnia oddzielona jest głębokim i wąskim wcięciem Ostrej Przełączki (Ostrý zárez, ok. 2105 m). Południowym ograniczeniem masywu Ważeckiej Turni jest Siodełko (Sedielkový priechod, ok. 2015 m), za którym grzbiet kulminuje w Siodełkowej Kopie (Sedielková kopa, 2062 m).
Oprócz właściwych wierzchołków Ważeckiej Turni na odcinku grani między Ostrą Przełączką a Siodełkiem wyróżnia się szereg podrzędnych kulminacji i siodełek. Są to (w kolejności od północy):
- Ważecka Turnia (Ostrá veža) – dwa wierzchołki, północny i południowy, pomiędzy którymi znajduje się Ważecka Szczerbina (Ostrá štrbina),
- Pośrednia Ważecka Szczerbina (Prostredná Ostrá štrbina),
- Ważecki Palec (Ostrý palec),
- Niżnia Ważecka Szczerbina (Nižná Ostrá štrbina),
- Ważecki Kopiniak (Ostrý hrb) o dwóch wierzchołkach, między którymi znajduje się Szczerbina w Ważeckim Kopiniaku (Štrbina v Ostrom hrbe),
- Ważecki Karb (Vyšný Ostrý zárez),
- Ważecki Ząb (Ważecka Turniczka[2], Ostrá vežička),
- Ważecki Karbik (Nižný Ostrý zárez),
- Ważecka Kopa (Ostrá kopa) – dwa wierzchołki, północny i południowy, które rozdziela Ważecka Przehyba (Ostrá priehyba),
- Szczerbina nad Turniczką (Štrbina nad vežičkou),
- Turniczka nad Szczerbiną (Vežička nad štrbinou),
- Szczerbina pod Turniczką (Štrbina pod vežičkou),
- Kopa nad Siodełkiem (Kopa nad sedielkom).

Na Ważecką Turnię nie prowadzi żaden ze znakowanych szlaków turystycznych. Odwiedzana jest przez taterników najczęściej przy okazji przejść granią. Na obie strony opadają z niej strome, skalne ściany. Dla taternictwa udostępnione są tylko urwiska opadające do Doliny Furkotnej. Wschodnią ścianą, o wysokości 150–180 m, prowadzi wiele dróg wspinaczkowych, z których pierwsza została poprowadzona 24 lipca 1933 r. (Zoltán Brüll, K. Matherny i István Zamkovszky). Celem wspinaczek bywa też Ważecki Ząb (Ważecka Turniczka) ze swoim wschodnim filarem.
Pierwsze odnotowane wejście:
- latem – Alfred Martin i Johann Franz (senior), 19 września 1907 r.,
- zimą – Gizela Schmidt, Alfréd Grósz, 27 kwietnia 1913 r.[1]